# Ten Thousand Ways to Die
Ten Thousand Ways to Die är ett livealbum med det amerikanska death metal-bandet Obituary, utgivet 2016 av skivbolaget 	Gibtown Music/Relapse Records. Låtarna är inspelade 2015 under Obituarys "Inked in Blood"-turné, utan spår 1 och 2 som är inspelade i Redneck Studios.

## Låtlista
1. "Loathe" – 6:19
2. "Ten Thousand Ways to Die" – 3:17
3. "Redneck Stomp" (live, The Mayan, Los Angeles) – 4:11
4. "Centuries of Lie" (live, The Masquerade, Atlanta) – 2:15
5. "Visions in My Head" (live, Baltimore Soundstage, Baltimore) – 4:18
6. "Intoxicated" (live, Revolution Center, Boise) – 5:41
7. "Bloodsoaked" (live, Irving Plaza, New York) – 3:31
8. "Dying" (live, Metro, Chicago) – 4:38
9. "Find the Arise" (live, Opera House, Toronto) – 2:17
10. "'Til Death" (live, House of Blues, San Diego) – 4:47
11. "Don't Care" (live, Club Red, Phoenix) – 2:32
12. "Chopped in Half" / "Turned Inside Out" (live, The Ritz Ybor, Tampa) – 5:44
13. "Slowly We Rot" (live, Revolution Live, Fort Lauderdale) – 5:10

## Medverkande
Musiker (Obituary-medlemmar)
- John Tardy – sång
- Trevor Peres – rytmgitarr
- Kenny Andrews – sologitarr
- Terry Butler – basgitarr
- Donald Tardy – trummor

Produktion
- Joe Cincotta – ljudtekniker, ljudmix, mastering
- Andreas Marschall – omslagskonst